# Serra di San Giorgio
La serra di San Giorgio è una grande briglia idraulica situata lungo il corso del torrente Avisio, all'interno del territorio comunale di Giovo, in provincia di Trento. 

## Descrizione
La struttura è di forma convessa per reggere meglio la pressione dell'acqua, ed è stata costruita con circa 13.900 m³ di porfido locale, e rivestita con altri 3.800 m³ di blocchi in pietra giunti dalle cave di Pila, sopra Trento; è lunga 80 metri alla corona e 50 alle fondamenta, larga 10 metri alla base e 4 alla corona, e alta 27 metri, più altri 8 metri di fondamenta interrate. Essa prende il nome dalla chiesa di San Giorgio, situata a circa settecento metri di distanza tra i terrazzamenti sulla destra orografica del torrente.

## Storia

La serra nei primi decenni del Novecento

Lavori di costruzione della serra

La costruzione della serra si inserisce in un complesso d'interventi portato avanti dalle autorità austroungariche da metà Ottocento, per bonificare e irregimentare i corsi d'acqua delle valli trentine; dopo una lunga serie di proposte scartate, nel 1879 venne approvato, con uno stanziamento di 350.000 fiorini, il progetto di una grande briglia poco a monte dell'abitato di Lavis, nella zona detta "del Zambel", con l'obiettivo principale di fermare il materiale trascinato a valle dalla forza dell'acqua. 
I lavori di costruzione partirono nel 1881, eseguiti dalla ditta A. Menestrina di Trento sotto la supervisione dell'ingegner Alberto Hüny. Il cantiere proseguiva da novembre a marzo (periodo di magra del torrente), ed era operativo anche di notte grazie all'utilizzo di lampade ad arco; l'acqua del fiume venne deviata con un canale di legno di 200 metri posto sulla sinistra. Il cantiere subì una seria battuta d'arresto e danni per 60.000 fiorini per via della piena del settembre 1882: con una portata di 1.200 metri cubi al secondo, il fiume scardinò persino il ponte di ferro da poco installato più a valle a San Lazzaro, trascinandolo fino alla foce. I lavori ripresero poi senza interruzioni, terminando a maggio del 1886. 
Contestualmente alla serra vennero anche realizzate due briglie minori, entrambe con lo scopo di evitare un eccessivo abbassamento dell'alveo: la prima circa 480 metri più a valle, sotto a Maso Franch; la seconda sotto al ponte tra Lavis e San Lazzaro. Collegato alla briglia di Maso Franch venne anche fatto il nuovo acquedotto per il paese di Lavis, dotato di un canale della lunghezza di 470 metri, di cui metà in galleria. 

La serra ai primi del Novecento, con il ponte di legno

Nel 1890 dovette essere aggiunto un canale di deviazione sulla destra della serra, a causa di una frana che aveva ostruito lo scarico principale di sinistra; a inizio Novecento venne poi costruito un ponte di legno che collegava la sponda destra del fiume con la base della serra a sinistra, sostituito nel primo dopoguerra da una passerella sospesa. L'opera è stata ristrutturata negli anni 1980.

### Impatto
Il progetto di costruzione della serra incontrò la preoccupazione della popolazione di Lavis, per timore sia che mancasse il flusso d'acqua alle rogge che scorrevano nella borgata, sia che non fosse più possibile la fluitazione del legname dalla val di Fiemme. Il comune di Lavis fece perciò ricorso alle autorità; queste, se da un lato assicurarono la fornitura d'acqua per le rogge, dall'altro giudicarono la possibilità di continuare la fluitazione "non sussistente di diritto, ma dipendente da politico permesso, e ad ogni modo d'interesse secondario"; di fatto, la serra fu una pietra tombale per il commercio del legname lungo l'Avisio, attività che comunque era già in declino.
L'opera ha svolto egregiamente il proprio compito, tanto che verso il 1990 si stimava che avesse trattenuto circa quattro milioni di metri cubi di materiale; dal punto di vista ambientale, essa ha però avuto come risultato la totale isolazione del bacino dell'Avisio da quello dell'Adige, per quanto riguarda la possibilità di risalita della fauna ittica.

## Centrale idroelettrica
La serra venne integrata, verso il 1911, con la costruzione di una centrale idroelettrica che sfrutta il salto dell'acqua di circa 20 metri, voluta dal comune di Lavis.
Nel 2009 la concessione dell'impianto è passata all'azienda trentina Fontana Power che, dai primi anni 2010, ha richiesto di poter aggiungere una nuova turbina (proposta giudicata negativamente sia dal consiglio comunale di Giovo, sia da quello di Lavis).